# 문경 장수황씨 종택
문경 장수황씨 종택(聞慶 長水黃氏 宗宅)은 대한민국 경상북도 문경시 산북면, 문경지방에 있는 양반가옥 중 하나로 장수 황씨의 종가이다. 1991년 3월 25일 경상북도의 문화재자료 제236호로 지정되었다가, 2013년 4월 8일 경상북도의 민속문화재 제163호로 승격 지정되었다.

## 개요
문경지방에 있는 양반가옥 중 하나로 장수 황씨 사정공파(司正公派) 종가이다.
장수 황씨 11대조 사정공파 7대손인 황시간(1558년~1642년))이 35세 때 이 집에서 거주하였다는 기록으로 보아 세운 시기를 16세기로 추정한다.
사랑채와 안채, 대문채로 구성되어 있는 이 집은 비교적 원형이 잘 남아 있고, 안채의 구성에 몇가지 특성이 남아 있어 이 지방 민가 연구 자료로서 가치가 크다.

## 같이 보기
- 장수 황씨
- 문경장수황씨종택의탱자나무 - 경상북도 기념물 제135호

## 참고 문헌
- 문경 장수황씨 종택 - 국가유산청 국가유산포털